# Monochamus griseoplagiatus
Monochamus griseoplagiatus là một loài bọ cánh cứng trong họ Cerambycidae.